# Dyoplosaurus
Dyoplosaurus (лат.) — род растительноядных птицетазовых динозавров из инфраотряда анкилозавров. Ископаемые остатки животного были найдены на территории современной Канады в геологических слоях, относящихся к верхнему мелу. Включает единственный типовой вид — Dyoplosaurus acutosquameus. В настоящее время скелет находится в коллекции Королевского музея Онтарио.

## Этимология
Название рода происходит от др.-греч. δι +ὁπλο — «дважды вооружённый», ссылаясь на предполагаемый двойной ряд костных шипов с каждой стороны туловища, и σαῦρος — «ящер». Видовое название переводится с латыни как «большой вес».

## История изучения
Скелет был обнаружен в 1919 году Леви Штернбергом (Levi Sternberg; сыном известного палеонтолога Чарльза Г. Штернберга) близ реки Ред-Дир в провинции Альберта. В 1924 году канадским палеонтологом Уильямом Артуром Парксом были названы и описаны вид Dyoplosaurus acutosquameus и род Dyoplosaurus. Он является первым анкилозавром, у которого была описана хвостовая «булава».
В 1971 году Уолтер Престон Кумбс пришел к выводу, что Dyoplosaurus схож с другим представителем анкилозавров — Euoplocephalus, чьи остатки были обнаружены в тех же геологических слоях на территории провинции Альберта. На основании этого Кумбс сделал Dyoplosaurus acutosquameus младшим синонимом Euoplocephalus tutus. Однако в 2009 году Виктория Меган Арбор вновь предложила выделить таксон в отдельный род. Данная неопределённость возникла в результате того, что среди останков голотипа Euoplocephalus (образец CMN 210) идентичные кости не сохранились.

## Описание
Голотип (образец ROM 784) был найден в геологических слоях формации Dinosaur Park, относящихся к среднему и верхнему кампанскому ярусу (76,5—75 миллионов лет) верхнемеловой эпохи. Скелет включает в себя: череп, фрагменты нижней челюсти, десять рёбер, крестец, хвостовые части (в том числе и «булаву»), элементы таза, левую пястную кость, правую лучевую кость, кости левой задней конечности. Дополнительно сохранились эпидермальные чешуйки. Это один из самых полных скелетов анкилозаврид из Северной Америки. Вместе с этим ископаемый материал достаточно сильно пострадал от эрозии.
Длина черепа составляет 35 сантиметров. Крупные овальные остеодермы покрывали спину животного, более мелкие чешуйки защищали боковые стороны конечностей. Основание хвоста по бокам несло треугольные остеодермы. Конец хвоста, усиленный видоизменёнными задними хвостовыми позвонками и окостеневшими сухожилиями, нёс на себе хвостовую «булаву», одна из основных функций которой, по мнению палеонтологов, заключается в отпугивании хищников.

### Размер и отличительные особенности
По ископаемым остаткам учёные определили размер динозавра — около 4 метров в длину и вес — около тонны.
В 2009 году Виктория Меган Арбор заявила, что образец ROM 784 обладает несколькими уникальные чертами — аутапоморфиями, которые доказывают, что виды Dyoplosaurus acutosquameus и Euoplocephalus tutus отличаются. К ним относятся:
- Поперечные отростки третьего крестцового позвонка немного отклоняются вперед и вниз, так, что отверстия между позвоночными рёбрами крестца имеют трапециевидную форму, а не овальную, как у Euoplocephalus.
- Седалищная кость находится под прямым углом по отношению к подвздошной кости.
- Хвостовая «булава» более удлинённая, с острыми краями.
- Эпидермальные чешуйки на теле имеют шероховатую поверхность.
- Форма когтей имеет треугольные очертания.

## Систематика
Dyoplosaurus Уильямом Парксом был отнесён к семейству Ankylosauridae. В 1930 году Лоуренсом Ламбе включил его в подсемейство Ankylosaurinae.